# Майковиці (Прошовицький повіт)
Майковиці (пол. Majkowice) — село в Польщі, у гміні Нове Бжесько Прошовицького повіту Малопольського воєводства.
Населення — 253 особи (2011).
У 1975-1998 роках село належало до Краківського воєводства.

## Демографія
Демографічна структура станом на 31 березня 2011 року:
|          | Загалом | Допрацездатний вік | Працездатний вік | Постпрацездатний вік |
| -------- | ------- | ------------------ | ---------------- | -------------------- |
| Чоловіки | 125     | 28                 | 79               | 18                   |
| Жінки    | 128     | 23                 | 75               | 30                   |
| Разом    | 253     | 51                 | 154              | 48                   |